# Ottaviano Cametti
Ottaviano Cametti (Gattinara, 4 novembre 1711 – Pisa, 8 gennaio 1789) è stato un matematico e religioso italiano, uomo di vasto spessore culturale, la cui attività didattica e i cui scritti, ampiamente diffusi, ne fecero emergere la figura rispetto al gruppo di intellettuali appartenenti al clero che tra il XVI e il XVII secolo avevano formato la grande schiera dei docenti universitari in Italia.

## Biografia
Nacque a Gattinara, cittadina della Valsesia in Piemonte. Propenso fin da giovane allo studio, dopo aver compiuto il ciclo della scuola secondaria all'età di diciannove anni abbracciò la vita monastica, prendendo i voti presso il monastero vallombrosano di San Benedetto presso Vercelli.
Durante il noviziato e nel placido svolgimento delle attività monastiche perfezionò i propri studi con la filosofia, la matematica e la fisica. Ricevette il primo incarico di docenza presso il monastero di Santa Trìnita a Firenze. La svolta avvenne nel 1747, quando gli fu conferita la cattedra straordinaria di geometria presso l'Università di Pisa, prima volta nella storia di questo ateneo in cui l'insegnamento della geometria venne scisso da quello della matematica. L'insegnamento fu l'attività a cui si dedicò con profondo senso del dovere, affiancandovi la ricerca e lo studio.
Conservò la cattedra di geometria a Pisa fino alla 1789, anno della sua morte.

## Opere
- (LA)  Elementa geometriae quae nova, et brevi methodo demonstravit d. Octavianus Camettus, 1755
- Lettera critico-meccanica diretta all'illustrissimo signore Foacier de Betteville, Roma, Niccolò Pagliarini & Marco Pagliarini, 1758.
- (LA)  Ragionamento sopra la selva contigua alla città di Pisa detta la fagianaja coll'esame degli effetti che ne provengono in rapporto alla salubrità dell'aria del p. d. Ottaviano Cametti abate vallombrosano, 1762
- (LA)  Sectionum conicarum compendium auctore d. Octaviano Cametti abbate Vallumbrosano, in Pisana universitate Matheseos publico professore, et regiæ Lugdunensis academiæ socio, 1765
- (LA)  Euclidis Elementa geometrica novo ordine, ac methodo demonstrata a d. Octaviano Cametti abbate vallumrosano, 1767
- (LA) Mechanica, seu Brevis tractatus de motu et aequilibrio, Pisa, Agostino Pizzorni, 1768.
- (LA)  Synopsis trigonometriae planae, ac sphaericae nec non doctrinae logarithmorum quam brevi, ac facili methodo demonstravit d. Octavianus Cametti abbas Vallumbrosanus, 1770
- (LA) Mechanica fluidorum, sive De aequilibrio et motu corporum fluidorum tractatus, Firenze, Giovanni Battista Stecchi & Antonio Giuseppe Pagani, 1777.